# Yale Divinity School
Yale University Divinity School är en privat yrkesrelaterad teologiutbildning vid Yale University i New Haven, Connecticut, USA som utbildar studenter för kyrklig tjänst. Skolan står inte under något samfunds styrning utan är fristående. Skolan beskriver sitt uppdrag "att fostra Gudskunskap och kärleken till Gud genom kritisk engagemang med kristna kyrkors traditioner i kontexten av den moderna världen." Skolans examina är den 3-åriga Master of Divinity (M.Div., 3 år), den 2-åriga Master of Arts in Religion (M.A.R.), och, efter avlagd M.Div. examen, Master of Sacred Theology (S.T.M.) på 1 år.
När Yale College grundades 1701 hade den som huvuduppdrag att utbilda pastorer och samhällsledare. Skolan var tänkt att vara en utbildning "vari unga människor utbildas i humanistiska och vetenskapliga ämnen för att, med allsmäktig Guds välsignelse, bli utrustad för offentlig tjänst i kyrkan och såväl som i samhället." Från och med 1822 var teologi utbildningen en egen avdelning inom Yale University under namnet Yale Divinity School.
Skolans nuvarande georgiansk arkitektur, "Sterling Divinity Quadrangle", byggdes 1932 och had som förebild Thomas Jeffersons University of Virginia. Där Jefferson placerade "Rotunda" (biblioteket) som utgångspunkt har Yale Divinity School sin kapel.
Den episkopalianska Berkeley Divinity School, grundad 1854, har varit en självständig del av Yale Divinity School sedan 1971. Medan Berkeley behåller den Amerikanska Episkopalkyrkan som sitt huvudman, är Berkeleys studenter antagna som medlemmar av Yale Divinity School.

## Personer som studerat vid Yale Divinity School
- Lyman Beecher
- Frederick Buechner
- Will D. Campbell
- William Sloane Coffin
- Chris Coons
- John Danforth
- Hans Wilhelm Frei
- Gary Hart
- Stanley Hauerwas
- Richard B. Hays
- Helmut Richard Niebuhr
- Reinhold Niebuhr
- Ron Sider

### Fotnoter
1. ↑  Anna Bieniaszewski Sandberg (13 mars 2008). ”Tony Blair ska undervisa på Yale i USA - om tro” (på svenska). Dagen. http://www.dagen.se/tony-blair-ska-undervisa-pa-yale-i-usa-om-tro-1.192753. Läst 8 oktober 2017.